# Zernove (Saki)
|  | Per a altres significats, vegeu «Zernove». |

Zernove (en (ucraïnès): Зернове) és un poble de la República Autònoma de Crimea a Ucraïna, que el 2014 tenia 944 habitants. Pertany al districte rural de Saki.